# 猪俣百八燈

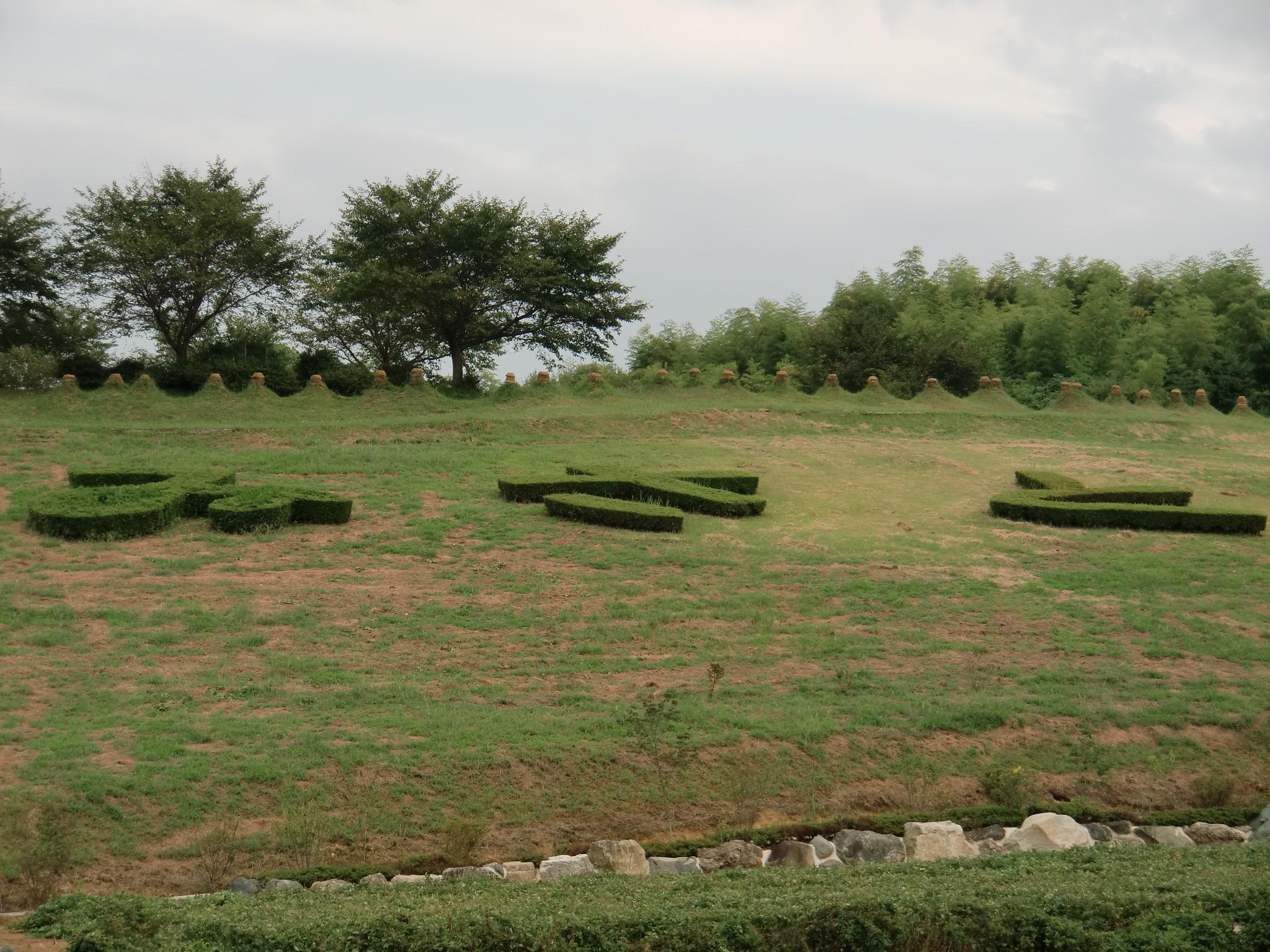
猪俣百八燈の塚 （美里町）

猪俣百八燈（いのまたひゃくはっとう）とは、埼玉県児玉郡美里町猪俣の堂前山の尾根にある108の塚に、毎年8月15日の夜、若者が火をともす行事。
猪俣の百八燈とも呼ばれ、国の重要無形民俗文化財に指定されている。
武蔵七党の一つ、猪俣党の猪俣小平六範綱の霊を慰める行事といわれる。この行事は、各地で行われる盆の百八燈行事の中でも108の塚を築いたその上で火を焚くという点で異色であり、霊を慰めるという趣意と相まって塚信仰の様相をよく示している。数百年続いているとの説もある、伝統的な行事である。
この行事の後には花火大会が行われており、2004年からは美里夏祭り花火大会として2万人を超える観光客で賑わっている。